# Sin City: A Dame to Kill For
Sin City: A Dame to Kill For is een Amerikaanse neo noir-film uit 2014 onder regie van Robert Rodriguez en Frank Miller. De film is gebaseerd op het tweede boek van de comicminiserie Sin City van Frank Miller.

## Stijl
De film werd in dezelfde speciale stijl gefilmd als zijn voorganger, trouw aan de originele comic-versies van de plotlijnen. De personages worden in zwart/wit getoond tegen een artificieel decor in stripstijl. De opnames werden digitaal gefilmd in kleur tegen een green screen. Later werd de film omgezet in zwart-wit en werden de decors ingevuld. Sommige details worden af en toe toch in kleur weergegeven, wederom gelijk aan de stripversies.

## Verhaal
De film bestaat uit vijf verhalen die zowel een prequel als een sequel zijn op de vorige film Sin City.

### Just Another Saturday Night
Marv (Mickey Rourke) komt bij uit bewusteloosheid op een autosnelweg, omringd door een aantal dode jongelui en een gecrashte politiewagen. Hij kan zich niks herinneren en graaft in zijn geheugen wat er gebeurd kan zijn. Op zaterdag zag hij na een avondje in Kadie’s Bar vier rijke jongelui een dakloze man in brand steken. Als hij tussenbeide komt, vluchten ze weg en zet hij de achtervolging in met een gestolen politiewagen. Hij rijdt met zijn auto in op de auto van de jongens met zijn geheugenverlies tot gevolg. Hij achtervolgt de twee overlevenden tot in 'The Projects' waar hij de leider te pakken krijgt.

### The Long Bad Night(deel 1)
Johnny (Joseph Gordon Levitt), een jonge gokker arriveert in Sin City waar hij in Kadie’s Bar meteen de jackpot wint op enkele gokautomaten. Wanneer hij tijdens een pokerspel heel veel geld van Senator Roark afhandig maakt waarschuwt de corrupte agent Liebowitz hem om de stad te ontvluchten. Hij slaat diens advies in de wind en wordt door een knokploeg van de senator opgepakt. De senator neemt hem het gewonnen geld af, breekt drie van zijn vingers, schiet hem in het been en laat hem gewond achter. Roark onthult dan dat hij Johnny herkende als zijn onwettige zoon maar niks met hem te maken wil hebben. Johnny zweert wraak te nemen.

### A Dame to Kill For
Jaren voor The Big Fat Kill probeert Dwight McCarthy (Josh Brolin) zijn gewelddadig leven achter zich te laten en een sober leven te leiden als privédetective. Nadat hij het jonge hoertje Sally (Juno Temple) redt, krijgt hij een onverwacht telefoontje van zijn vroegere geliefde Ava Lord (Eva Green) die hem verliet voor Damian Lord. Hij stemt toe haar te ontmoeten in Kadie’s Bar. Ze vertelt dat ze fysiek en mentaal gemarteld wordt en dat Damian haar wil vermoorden. Manute heeft haar gevolgd en gooit Dwight het raam uit. Dwight roept de hulp in van Marv en beiden begeven zich naar het huis van Damian. Terwijl Marv Manute onder handen neemt, doodt Dwight Damian. Ava arriveert en schiet Dwight enkele malen in het hoofd, hem bedankend omdat hij Damian vermoord heeft zodat ze zijn fortuin erft. Ava blijkt een bedreven manipulator die bijna iedere man om haar vinger kan winden.
Marv vindt hem, kan hem redden, en brengt hem naar Old Town. Daar krijgt hij medische behandeling en plastische chirurgie van de gewapende prostituees die daar de dienst uitmaken. Samen met Gail en Miho keert Dwight terug naar de villa van de Lords om wraak te nemen. Terwijl Gail en Miho de lijfwachten onder handen nemen, schiet Dwight Manute neer. Als Manute overeind krabbelt en een wapen richt, wordt hij tot ieders verrassing door Ava neergeschoten, die vervolgens Dwight probeert te verleiden. Ze zou zich hebben vergist in zijn karakter, maar nu ze ziet dat hij een strijder is, wil ze met hem samen zijn. Dwight trapt er niet in en schiet Ava midden in een kus neer.

### The Long Bad Night(deel 2)
Johnny laat zich verzorgen door de illegale dokter Kroening, waarbij hij zijn laatste veertig dollar en schoenen gebruikt. Hij begeeft zich naar zijn vriendin Marcie maar vindt daar enkel de senator en wat er over is van Marcie. Hij leent een dollar van een serveerster (Lady Gaga) en wint genoeg geld om weer aan de pokertafel te zitten met de senator. Hij wint voor de tweede maal die avond al het geld van Roark en lacht hem uit waarna Roark hem in het hoofd schiet.

### Nancy's Last Dance
Vier jaar na That Yellow Bastard (deel 2) worstelt Nancy Callahan met de zelfmoord van John Hartigan. Ze drinkt veel en is geobsedeerd door wraakname tegen senator Roark. Hartigan is als geestverschijning constant bij haar en keurt haar wraakplannen en overmatig drankgebruik af, maar ze kan hem niet zien of horen. Nancy neemt Marv in de arm om de senator uit de weg te ruimen. Samen vallen ze binnen in de residentie van Roark waar ze beiden de bodyguards doden. Marv raakt gewond en Nancy gaat op Roark af. Deze weet haar neer te schieten en Nancy lijkt kansloos. Ook Roark koestert wraakplannen jegens Nancy, vanwege de dood van zijn zoon Ethan, en had haar al verwacht. Als hij zijn pistool richt ziet hij ineens de geestverschijning van Hartigan in de spiegel waardoor hij is afgeleid. Hierdoor heeft Nancy de kans hem eindelijk te doden.

## Rolverdeling
| Acteur                 | Personage                   |
| ---------------------- | --------------------------- |
| Mickey Rourke          | Marv                        |
| Jessica Alba           | Nancy Callahan              |
| Josh Brolin            | Dwight McCarthy             |
| Joseph Gordon-Levitt   | Johnny                      |
| Rosario Dawson         | Gail                        |
| Bruce Willis           | John Hartigan               |
| Eva Green              | Ava Lord                    |
| Powers Boothe          | Senator Ethan Roark         |
| Dennis Haysbert        | Manute                      |
| Ray Liotta             | Joey                        |
| Stacy Keach            | Alarich Wallenquist         |
| Jaime King             | Goldie / Wendy              |
| Christopher Lloyd      | Dr. Kroenig                 |
| Jamie Chung            | Miho                        |
| Jeremy Piven           | Bob                         |
| Christopher Meloni     | Mort                        |
| Juno Temple            | Sally                       |
| Marton Csokas          | Damien Lord                 |
| Jude Ciccolella        | Liebowitz                   |
| Julia Garner           | Marcie                      |
| Lady Gaga              | Bertha                      |
| Alexa Vega             | Gilda                       |
| Patricia Vonne         | Dallas                      |
| Frank Miller           | Sam                         |
| Robert Rodriguez       | Sam’s vriend                |
| Heaven Elizabeth Fearn | Old Town meisje (onvermeld) |
| Callie Hernandez       | Thelma (onvermeld)          |
| Lacey Hernandez        | Old Town meisje (onvermeld) |
| Kea Ho                 | Old Town meisje (onvermeld) |
| Breona Horne           | Old Town meisje (onvermeld) |
| Lora Overton           | Old Town meisje (onvermeld) |

## Prijzen & nominaties
| jaar                       | prijs                         | categorie        | genomineerde(n) | uitslag |
| -------------------------- | ----------------------------- | ---------------- | --------------- | ------- |
| 2014                       |                               |                  |                 |         |
| BloodGuts UK Horror Awards | Best Supporting Actor/Actress | Mickey Rourke    | Genomineerd     |         |
| BloodGuts UK Horror Awards | Best Editing                  | Robert Rodriguez | Genomineerd     |         |
| BloodGuts UK Horror Awards | Best Soundtrack/Score         | Robert Rodriguez | Genomineerd     |         |